# Auguste de Bastard d'Estang
Pour les autres membres de la famille, voir Famille de Bastard d'Estang.
Pour les articles homonymes, voir Estang (homonymie).
Jean-François-Auguste, comte de Bastard d'Estang (11 décembre 1792, Nogaro - 16 avril 1883, château de Bachac), est un officier, historien de l'art, collectionneur et imprimeur-graveur français.

## Biographie
Frère de Dominique-François-Marie de Bastard d'Estang, il suit la carrière militaire et devient sous-lieutenant au 2e régiment de cuirassiers. Il est blessé à la bataille de Leipzig et fait prisonnier.
Capitaine de cavalerie dans la 1re compagnie des mousquetaires du roi en 1814, puis de la garde royale en 1816, il prend part à la défense des Tuileries durant les Trois Glorieuses. Il démissionne à la chute du roi  Charles X.
Réintégré dans l'armée, aide de camp du maréchal Oudinot, il est promu chef d'escadron d’état-major en 1837. Il est nommé membre du Comité historique des monuments et des arts le 18 décembre de cette même année.
Il est attaché à la section historique du Dépôt général de la guerre le 16 août 1848. Il est admis à la retraite militaire l'année suivante.
Il est nommé membre de la section d’archéologie du Comité de la langue, de l’histoire et des arts de la France le 14 septembre 1851.
Il est le père du général Octave de Bastard d'Estang.

## Publications
Passionné par le Moyen Âge et ses arts, collectionneur et bibliophile, il accumula les chartes, les sceaux, les objets d'art, les manuscrits enluminés. En 1835, il obtint un brevet d'imprimeur-lithographe et se consacra alors notamment à la reproduction lithographique d'enluminures médiévales. Il installa un atelier dans son hôtel parisien et s'entoura d'une trentaine d'artistes et d'artisans afin de réaliser des recueils de fac-similés de très haute qualité : Librairie du duc de Berry, Histoire de Jésus-Christ en figures, Costumes, mœurs et usages de la cour de Bourgogne...
Mais sa série la plus célèbre, qu'il développa de 1835 à 1869, est Peintures et ornements des manuscrits, classés dans un ordre chronologique, pour servir à l'histoire des arts du dessin, depuis le IVe siècle de l'ère chrétienne jusqu'au XVIe siècle. La qualité de ses reproductions était sans précédent : chaque planche était peinte à la main sur un papier spécial conçu par Canson, avec application en relief d'or et de platine. Le coût était cent fois supérieur à celui des lithographies en noir, et ces planches furent présentées aux Expositions universelles de Londres en 1851 et de Paris en 1878.
Pour financer sa très onéreuse entreprise, Bastard d'Estang obtint des souscriptions de François Guizot, ministre de l'Instruction publique, et d'Adolphe Thiers, ministre de l'Intérieur, dans le cadre de la politique d'encouragement de l'étude du Moyen Âge. En tout, de 1834 à sa mort, la série Peintures et ornements des manuscrits reçut des différents gouvernements près d'un million de francs de subventions publiques (surtout avant 1848), ce qui suscita à plusieurs reprises des interpellations parlementaires, des commissions d'enquête, et même un contentieux devant le Conseil d'État. Entre 1839 et 1845, Bastard d'Estang fit aussi une tournée des cours étrangères pour obtenir d'elles des souscriptions.
Entre 1835 et 1848, il distribua vingt livraisons de huit planches chacune, dont soixante exemplaires étaient souscrits par le gouvernement pour les bibliothèques publiques. Lors de la Révolution de 1848, non seulement ces souscriptions ministérielles furent interrompues, mais l'atelier de Bastard fut ravagé par un incendie. Par la suite, l'entreprise fut très fortement ralentie. Trente ans plus tard, une série de soixante planches fut à nouveau acquise par le gouvernement, complétant l'édition française de Peintures et ornements des manuscrits, qui comprend donc 220 planches en tout, réalisée en 1877 par l'Imprimerie nationale, sans doute le livre le plus cher jamais sorti de ses presses. Hélas, l'exemplaire de la réserve des livres précieux de la BNF a disparu. À cette édition s'ajoutent celles des gouvernements étrangers, ainsi que des planches inédites qui furent léguées à la Bibliothèque nationale. Au total, l'ouvrage que Bastard d'Estang avait à l'esprit n'a été réalisé que très partiellement, comme le montrent les importants travaux préparatoires, les notes manuscrites et les calques de miniatures également conservés à la Bibliothèque nationale (les notes au département des Manuscrits, les dessins et calques au département des Estampes).   
Il réalisa des copies de grande qualité de certaines enluminures de l'Hortus Deliciarum, une encyclopédie du XIIe siècle, dont l'unique exemplaire original a été détruit lors d'un incendie en 1870,.